# Erholungsurlaub
Erholungsurlaub, in der Schweiz Ferien, ist die zeitweilige Freistellung eines Arbeitnehmers von der Pflicht zur Erbringung der geschuldeten Arbeitsleistung zum Zwecke der Erholung und Freizeitgestaltung bei Fortbestehen seines Anspruchs auf Arbeitsentgelt. Insofern handelt es sich bei den entsprechenden gesetzlichen Regelungen um eine Ausnahme von dem Grundsatz Ohne Arbeit kein Lohn.

## Begriffe
- In Deutschland und Österreich wird der Erholungsurlaub kurz „Urlaub“ genannt, obwohl letzterer der Oberbegriff für verschiedene, am Zweck orientierte Urlaubsarten ist. Es handelt sich um eine Art des Urlaubs, die im Vergleich zur Arbeitspause, Freizeit und Sonn- und Feiertagen die länger andauernde ununterbrochene Freistellung von der Arbeit darstellt.
- In der Schweiz wird der Erholungsurlaub ausschließlich als Ferien (vom lateinischen feriae für Festtage) bezeichnet, so in Art. 329a OR. Der Begriff „Urlaub“ wird dort nur für die Urlaubsarten, die keine Ferien sind (auch: Betriebsferien, Schulferien), verwendet, wie beispielsweise beim „unbezahlten Urlaub“, beim „Mutterschaftsurlaub“ usw.

## International

### Deutschland
Wichtigste Rechtsgrundlage für den Erholungsurlaub ist in Deutschland das Bundesurlaubsgesetz (BUrlG). Von den gesetzlichen Regelungen darf im Tarifvertrag, in der Betriebsvereinbarung oder im Arbeitsvertrag abgewichen werden, doch dürfen dabei die Mindestregelungen nicht unterschritten werden (Günstigkeitsprinzip). Bei Großunternehmen können aus Gründen der Betriebsorganisation auch Betriebsferien angeordnet werden, so dass ein großer Teil der Arbeitnehmer zur selben Zeit Erholungsurlaub nehmen muss.

### Österreich
In Österreich beträgt der Urlaub nach einer Dienstzeit von weniger als 25 Jahren bei einer 5-Tage-Woche 25 Tage und erhöht sich nach Vollendung des 25. Jahres auf 30 Tage (§ 2 UrlG - die dortigen Zahlen beziehen sich auf eine 6-Tage-Woche), wobei auf die Erfordernisse des Arbeitgebers und die Erholungsmöglichkeiten des Arbeitnehmers Rücksicht zu nehmen ist (§ 4 UrlG). Spezialvorschriften sind § 15 ff. HausbesorgerG und § 45 ff. Bauarbeiter-UrlaubsG.
Weitergehende Regelungen sind relativ selten (siehe Kollektivvertrag).

### Schweiz
Nach Art. 329a des Schweizer Obligationenrechts hat der Arbeitgeber dem Arbeitnehmer jedes Dienstjahr wenigstens vier Wochen, dem Arbeitnehmer bis zum vollendeten 20. Altersjahr wenigstens fünf Wochen Ferien zu gewähren. Art. 329c OR schreibt vor, dass wenigstens zwei Ferienwochen zusammenhängend genommen werden müssen. Die Entgeltfortzahlung ist in Art. 329d OR gesichert. Der Mutterschaftsurlaub ergibt sich aus Art. 329f OR, der Betreuungsurlaub ist in Art. 329h ff. OR geregelt.
In vielen Branchen, die einen Gesamtarbeitsvertrag kennen, sind fünf Wochen Ferien vorgesehen.

### Europäische Union
In der Europäischen Union haben nach Art. 31 Abs. 2 Charta der Grundrechte der Europäischen Union Arbeitnehmer unter anderem das Recht auf bezahlten Jahresurlaub.
Der EuGH (EuGH) entschied im November 2018, dass Arbeitnehmer den ihnen nach Unionsrecht zustehenden Urlaub (also den gesetzlichen Mindesturlaub) nicht automatisch verlieren, wenn sie zuvor keinen Urlaubsantrag gestellt haben. Urlaubsansprüche sollen nach Auffassung des EuGH nur dann automatisch verfallen, wenn der Arbeitnehmer tatsächlich in der Lage war, seinen bezahlten Jahresurlaub zu nehmen. Dies sei nur dann anzunehmen, wenn der Arbeitgeber den Arbeitnehmer erforderlichenfalls sogar dazu auffordert, den Urlaub zu nehmen und ihm mitteilt, dass der nicht genommene Urlaub am Ende des zulässigen Übertragungszeitraums oder am Ende des Arbeitsverhältnisses verfallen wird.

### Urlaubsdauer
| Land                   | gesetzlicher Urlaubsanspruch | gesetzliche Feiertage              | arbeitsfreie Tage insgesamt                                         |
| ---------------------- | ---------------------------- | ---------------------------------- | ------------------------------------------------------------------- |
| Argentinien            | 20                           | 15                                 | 35                                                                  |
| Bolivien               | 25                           | 12                                 | 37                                                                  |
| Brasilien              | 22                           | 11                                 | 33                                                                  |
| Chile                  | 15                           | 14                                 | 29                                                                  |
| Dänemark               | 25                           | 09                                 | 34                                                                  |
| Deutschland            | 20                           | 10                                 | 30                                                                  |
| Ecuador                | 15                           | 09                                 | 24                                                                  |
| Finnland               | 25                           | 10                                 | 35                                                                  |
| Frankreich             | 25                           | 11                                 | 36                                                                  |
| Indien                 | 12                           | 18                                 | 30                                                                  |
| Indonesien             | 12                           | 14                                 | 26                                                                  |
| Irland                 | 20                           | 09                                 | 29                                                                  |
| Italien                | 20                           | 11                                 | 31                                                                  |
| Japan                  | 10 – 20                      | 15                                 | 25 – 35                                                             |
| Kolumbien              | 15                           | 18                                 | 33                                                                  |
| Kroatien               | 20                           | 11                                 | 31                                                                  |
| Lettland               | 20                           | 10                                 | 30                                                                  |
| Libanon                | 15                           | 16                                 | 31                                                                  |
| Litauen                | 20                           | 12                                 | 32                                                                  |
| Luxemburg              | 25                           | 10                                 | 35                                                                  |
| Malaysia               | 16                           | 14                                 | 30                                                                  |
| Malta                  | 24                           | 14                                 | 38                                                                  |
| Mexiko                 | 16                           | 07                                 | 23                                                                  |
| Niederlande            | 20                           | 08                                 | 28                                                                  |
| Österreich             | 25                           | 12 – 13 (länder- abhängig)         | 37 – 38, länderabhängig; von Jahr zu Jahr unterschiedlich           |
| Peru                   | 22                           | 12                                 | 34                                                                  |
| Philippinen            | 05                           | 14                                 | 19                                                                  |
| Polen                  | 20                           | 11                                 | 31                                                                  |
| Portugal               | 22                           | 13                                 | 35                                                                  |
| Rumänien               | 20                           | 09                                 | 29                                                                  |
| Schweden               | 25                           | 11                                 | 36                                                                  |
| Schweiz                | 20                           | 08 – 15 (kantonal unterschiedlich) | 28 – 35, kantonal unterschiedlich; von Jahr zu Jahr unterschiedlich |
| Singapur               | 14                           | 11                                 | 25                                                                  |
| Slowakei               | 20                           | 15                                 | 35                                                                  |
| Slowenien              | 20                           | 12                                 | 32                                                                  |
| Spanien                | 22                           | 14                                 | 36                                                                  |
| Südafrika              | 15                           | 12                                 | 27                                                                  |
| Südkorea               | 19                           | 15                                 | 34                                                                  |
| Taiwan                 | 15                           | 13                                 | 28                                                                  |
| Tschechien             | 20                           | 12                                 | 32                                                                  |
| Türkei                 | 17                           | 14,5                               | 31,5                                                                |
| Ungarn                 | 23                           | 08                                 | 31                                                                  |
| Venezuela              | 24                           | 14                                 | 38                                                                  |
| Vereinigtes Königreich | 28                           | 0                                  | 28                                                                  |
| Vereinigte Staaten     | 0                            | 10                                 | 10                                                                  |
| Vietnam                | 14                           | 09                                 | 23                                                                  |
| Zypern                 | 20                           | 15                                 | 35                                                                  |

1. ↑  regionale Feiertage nicht mit eingerechnet
2. ↑  Arbeitnehmer mit einer 6-Tage-Arbeitswoche haben einen Anspruch auf 24 Urlaubstage
3. ↑  abhängig von der Dauer des Anstellungsverhältnisses, Maximalsatz ab 6,5 Jahren Anstellung
4. 1 2  Je nachdem ob ein gesetzlicher Feiertag am Wochenende ist oder nicht

## Wirtschaftliche Aspekte
Erholungsurlaub gilt gemeinhin als „schönste Zeit des Jahres“ und ist als unentziehbare gesetzlich bedingte soziale Mindestleistung des Arbeitgebers zur Erhaltung und Wiederauffrischung der Arbeitskraft des bei ihm beschäftigten Arbeitnehmers aufzufassen. Aus Sicht der Arbeitspsychologie dient Erholungsurlaub – bestehend aus Lohnfortzahlung und Freistellung von der Arbeit – zur Rekonvaleszenz und Stärkung der Arbeitsmotivation, zum Abbau von Stress und der Selbstentfaltung der Arbeitskraft. Eine der klassischen Formen der Gestaltung des Erholungsurlaubs ist eine Reise. Eine andere Form ist das Verbringen der freien Zeit zu Hause (scherzhaft Balkonien oder in der Schweiz auch UHU-Ferien [ums huus umme] genannt).
Da an freien Tagen (Erholungsurlaub, Sonn- und Feiertage) nicht gearbeitet wird, wirkt sich volkswirtschaftlich eine verringerte Produktion – ceteris paribus – negativ auf das Bruttoinlandsprodukt aus und bremst das Wirtschaftswachstum. Das gilt auch für Verkürzungen der Arbeitszeit. Bereits die Einführung eines neuen Feiertages kann zur Verringerung des Wirtschaftswachstums beitragen. Erholungsurlaub wirkt sich insofern negativ bei der Kalenderbereinigung aus.    